# Arkadi Volodos
Arcadi Arcádievich Volodós (en ruso, Аркáдий Аркáдьевич Володóсь), (Leningrado, actual San Petesburgo, 24 de febrero de 1972) es un pianista ruso nacionalizado francés y residente en España, reconocido por su técnica y su destreza en la interpretación del repertorio virtuosístico, como el de Rajmáninov, Liszt y sus transcripciones de grabaciones del legendario Vladímir Horowitz.

## Biografía
Su primera aproximación a la música fue a través del canto, siguiendo el ejemplo de sus padres, también cantantes, aunque poco a poco evolucionó hacia la dirección, mientras era estudiante del colegio Capilla M. Glinka en el Conservatorio de San Petersburgo, sucesora de la Capilla de la Corte de San Petersburgo. Aunque tocó el piano desde los ocho años, no se dedicó seriamente a este instrumento hasta 1987 en el conservatorio de su ciudad con Leonid Síntsev. Realizó la carrera de piano en el Conservatorio de Moscú con Galina Eguiazárova. También estudió en el Conservatorio de París con Jacques Rouvier. Por último, en Madrid, en la Escuela Superior de Música Reina Sofía con Dmitri Bashkírov.
Pese a la brevedad de sus estudios formales, Volodós se ha catapultado rápidamente a la élite de los pianistas internacionales más importantes. Thomas Frost, productor de muchas grabaciones de Vladímir Horowitz y de las grabaciones de Volodós para Sony Classical, sostiene que Volodós «lo tiene todo: imaginación, color, pasión y una técnica fenomenal que le permite ejecutar con éxito sus ideas musicales».
En 2013, publicó un álbum dedicado a la Música callada de Mompou del que dice: «Un amigo me lo hizo escuchar y me gustó mucho. Un sonido nostálgico, minimalista, como Ravel. Pero cuando descubrí la Música callada, entendí toda su filosofía, su espíritu zen, la dualidad entre las notas y los silencios. La toqué en la Filarmonía de Berlín y en el Concertgebouw de Ámsterdam con el público en silencio absoluto durante 20 minutos. Fue impresionante. Mompou decía que el silencio es la eternidad sonora. Su música es pura metafísica; él no quería innovar y, pese a ello, su música expresa alguna cosa diferente, es silencio sonoro. Él decía: "Yo no compongo, descompongo"».
En 2018, ganó el premio a la mejor interpretación instrumental que otorga la revista especializada Gramophone, por su disco de piezas para piano solo de Brahms.
Volodós reside actualmente en Madrid.

## Discografía
- Volodos: Piano Transcriptions (1997)
- Volodos, Live at Carnegie Hall (1999)
- Rajmáninov - Piano Concerto No. 3 & Solo Piano Works'' (2000)
- Schubert - Piano Sonatas (2002)
- Chaikovski - Piano Concerto No. 1 / Rachmáninov - Solo Piano Works (2003)
- Volodos plays Liszt (2007)
- Volodos in Vienna. Live from the Musikverein Wien (2009)
- Volodos plays Mompou (2013)
- Volodos Plays Brahms: Arcadi Volodos, Johannes Brahms'' (2017)